# Pavel Dacjuk
Pavel Valerjevič Dacjuk (rusky Павел Валерьевич Дацюк; * 20. července 1978, Jekatěrinburg, Rusko) je bývalý ruský hokejový útočník. U příležitosti 100. výročí NHL byl v lednu 2017 vybrán jako jeden ze sta nejlepších hráčů historie ligy. Je zatím 3. nejnovějším členem Triple Gold Clubu.

## Kariéra v NHL
Dacjuk byl draftován v roce 1998 týmem Detroit Red Wings, který si jej zvolil až v šestém kole draftu. V té době bylo Dacjukovi už dvacet let, protože na dvou předchozích draftech si jej nikdo nevybral. Do NHL vstoupil v sezóně 2001–2002 a jeho výkony byly výborné. Dacjuk získal hned ve své 1. sezóně v NHL Stanley Cup. V dalších letech se z něj stala hvězda NHL. Své doposud největší úspěchy zažil v letech 2008, kdy vyhrál druhý Stanley Cup a nasbíral 97 bodů, a 2009, kdy se s Detroitem dostal do finále Stanley Cupu a nasbíral stejný počet bodů. V letech 2008, 2009 a 2010 získal Selke Trophy pro nejlépe bránícího útočníka a v roce 2011 získal Charlamovovu trofej pro nejlepšího Rusa v NHL.
V létě roku 2016 se rozhodl NHL i přes platný kontrakt opustit, aby se mohl vrátit do Ruska a trávit více času se svou dcerou. Red Wings následně jeho kontrakt vyměnili do týmu Arizona Coyotes, aby si ušetřili místo pod platovým stropem. Dacjuk nakonec přijal nabídku dvouleté smlouvy od SKA Petrohrad.

## Reprezentační kariéra
Dacjuk reprezentoval na 6 seniorských mistrovství světa, ze kterých si přivezl zlato, stříbro a dvakrát bronz. Jeho zatím největší reprezentační úspěch je zlato ze ZOH 2018.

## Individuální úspěchy
- 2004, 2008, 2012 – NHL All-Star Game (Detroit Red Wings)
- 2005 – Zlatá hokejka
- 2005 – Mistr play-off
- 2005 – Zlatá přilba
- 2006, 2007, 2008, 2009 – Lady Byng Memorial Trophy (Detroit Red Wings)
- 2008 – NHL Plus/Minus Award (Detroit Red Wings)
- 2008, 2009, 2010 – Frank J. Selke Trophy (Detroit Red Wings)
- 2009 – 2. NHL All-Star Team (Detroit Red Wings)
- 2010 – Nejlepší útočník MS (Rusko)
- 2010 – All-Star Tým na MS (Rusko)
- 2012 – Charlamovova trofej
- 2013, 2017 – Utkání hvězd KHL (SKA Petrohrad)

## Týmové úspěchy
- 2002 – Bronz na Zimních olympijských hrách (Rusko)
- 2002 – Presidents' Trophy (Detroit Red Wings)
- 2002 – Stanley Cup (Detroit Red Wings)
- 2002 – Clarence S. Campbell Bowl (Detroit Red Wings)
- 2004 – Presidents' Trophy (Detroit Red Wings)
- 2005 – Titul v Ruské Superlize (OHK Dynamo Moskva)
- 2005 – Bronz na Mistrovství světa (Rusko)
- 2006 – Presidents' Trophy (Detroit Red Wings)
- 2008 – Presidents' Trophy (Detroit Red Wings)
- 2008 – Stanley Cup (Detroit Red Wings)
- 2008 – Clarence S. Campbell Bowl (Detroit Red Wings)
- 2010 – Stříbro na mistrovství světa (Rusko)
- 2009 – Clarence S. Campbell Bowl (Detroit Red Wings)
- 2012 – Zlatá medaile na mistrovství světa (Rusko)
- 2017 – Gagarinův pohár (SKA Petrohrad)

## Statistiky

### Klubové statistiky
| Sezóna     | Klub                          | Soutěž     |     | Základní část | Základní část | Základní část | Základní část | Základní část |    | Play off | Play off | Play off | Play off | Play off |
| Sezóna     | Klub                          | Soutěž     | Z   | G             | A             | B             | TM            | Z             | G  | A        | B        | TM       |          |          |
| 1996–97    | Spartak Jekatěrinburg         | RSL        | 18  | 2             | 2             | 4             | 4             | —             | —  | —        | —        | —        |          |          |
| 1997–98    | Dynamo-Energija Jekatěrinburg | RSL        | 24  | 3             | 5             | 8             | 4             | —             | —  | —        | —        | —        |          |          |
| 1998–99    | Dynamo-Energija Jekatěrinburg | RSL        | 22  | 12            | 15            | 27            | 12            | 9             | 3  | 7        | 10       | 10       |          |          |
| 1999–00    | Ak Bars Kazaň                 | RSL        | 15  | 1             | 3             | 4             | 4             | —             | —  | —        | —        | —        |          |          |
| 2000–01    | Ak Bars Kazaň                 | RSL        | 42  | 9             | 17            | 26            | 10            | 4             | 0  | 1        | 1        | 2        |          |          |
| 2001–02    | Detroit Red Wings             | NHL        | 70  | 11            | 24            | 35            | 4             | 21            | 3  | 3        | 6        | 2        |          |          |
| 2002–03    | Detroit Red Wings             | NHL        | 64  | 12            | 39            | 51            | 16            | 4             | 0  | 0        | 0        | 0        |          |          |
| 2003–04    | Detroit Red Wings             | NHL        | 75  | 30            | 38            | 68            | 35            | 12            | 0  | 6        | 6        | 2        |          |          |
| 2004–05    | HK Dynamo Moskva              | RSL        | 47  | 15            | 17            | 32            | 16            | 10            | 6  | 3        | 9        | 4        |          |          |
| 2005–06    | Detroit Red Wings             | NHL        | 75  | 28            | 59            | 87            | 22            | 5             | 0  | 3        | 3        | 0        |          |          |
| 2006–07    | Detroit Red Wings             | NHL        | 79  | 27            | 60            | 87            | 20            | 18            | 8  | 8        | 16       | 8        |          |          |
| 2007–08    | Detroit Red Wings             | NHL        | 82  | 31            | 66            | 97            | 20            | 22            | 10 | 13       | 23       | 6        |          |          |
| 2008–09    | Detroit Red Wings             | NHL        | 81  | 32            | 65            | 97            | 22            | 16            | 1  | 8        | 9        | 5        |          |          |
| 2009–10    | Detroit Red Wings             | NHL        | 80  | 27            | 43            | 70            | 18            | 12            | 6  | 7        | 13       | 8        |          |          |
| 2010–11    | Detroit Red Wings             | NHL        | 56  | 23            | 36            | 59            | 15            | 11            | 4  | 11       | 15       | 8        |          |          |
| 2011–12    | Detroit Red Wings             | NHL        | 70  | 19            | 48            | 67            | 14            | 5             | 1  | 2        | 3        | 2        |          |          |
| 2012–13    | HC CSKA Moskva                | KHL        | 31  | 11            | 25            | 36            | 4             | —             | —  | —        | —        | —        |          |          |
| 2012–13    | Detroit Red Wings             | NHL        | 47  | 15            | 34            | 49            | 14            | 14            | 3  | 6        | 9        | 4        |          |          |
| 2013–14    | Detroit Red Wings             | NHL        | 45  | 17            | 20            | 37            | 6             | 5             | 3  | 2        | 5        | 0        |          |          |
| 2014–15    | Detroit Red Wings             | NHL        | 63  | 26            | 39            | 65            | 8             | 7             | 3  | 2        | 5        | 0        |          |          |
| 2015–16    | Detroit Red Wings             | NHL        | 66  | 16            | 33            | 49            | 14            | 5             | 0  | 0        | 0        | 4        |          |          |
| 2016–17    | SKA Petrohrad                 | KHL        | 44  | 12            | 22            | 34            | 20            | 7             | 3  | 5        | 8        | 20       |          |          |
| 2017–18    | SKA Petrohrad                 | KHL        | 37  | 8             | 27            | 35            | 20            | 15            | 4  | 3        | 7        | 10       |          |          |
| 2018–19    | SKA Petrohrad                 | KHL        | 54  | 12            | 30            | 42            | 6             | 12            | 1  | 6        | 7        | 4        |          |          |
| 2019–20    | Avtomobilist Jekatěrinburg    | KHL        | 43  | 5             | 17            | 22            | 10            | 4             | 2  | 2        | 4        | 2        |          |          |
| 2020–21    | Avtomobilist Jekatěrinburg    | KHL        | 51  | 12            | 23            | 35            | 10            | 5             | 1  | 2        | 3        | 0        |          |          |
| RSL celkem | RSL celkem                    | RSL celkem | 262 | 59            | 100           | 159           | 70            | 32            | 12 | 15       | 27       | 18       |          |          |
| NHL celkem | NHL celkem                    | NHL celkem | 953 | 314           | 604           | 918           | 228           | 157           | 42 | 71       | 113      | 55       |          |          |
| KHL celkem | KHL celkem                    | KHL celkem | 260 | 60            | 144           | 204           | 52            | 43            | 11 | 18       | 29       | 33       |          |          |

### Reprezentační statistiky
| 2001                   | Rusko                  | MS                     | 7  | 0  | 4  | 4  | 0  | 6. místo         |
| 2002                   | Rusko                  | ZOH                    | 6  | 1  | 2  | 3  | 0  | Bronzová medaile |
| 2003                   | Rusko                  | MS                     | 7  | 1  | 4  | 5  | 0  | 7. místo         |
| 2004                   | Rusko                  | SP                     | 4  | 1  | 0  | 1  | 0  | 5. místo         |
| 2005                   | Rusko                  | MS                     | 9  | 3  | 4  | 7  | 0  | Bronzová medaile |
| 2006                   | Rusko                  | ZOH                    | 8  | 1  | 7  | 8  | 10 | 4. místo         |
| 2010                   | Rusko                  | ZOH                    | 4  | 1  | 2  | 3  | 2  | 6. místo         |
| 2010                   | Rusko                  | MS                     | 6  | 6  | 1  | 7  | 0  | Stříbrná medaile |
| 2012                   | Rusko                  | MS                     | 10 | 3  | 4  | 7  | 2  | Zlatá medaile    |
| 2014                   | Rusko                  | ZOH                    | 5  | 2  | 4  | 6  | 0  | 5. místo         |
| 2016                   | Rusko                  | MS                     | 10 | 1  | 10 | 11 | 0  | Bronzová medaile |
| 2016                   | Rusko                  | SP                     | 2  | 0  | 2  | 2  | 0  | 4. místo         |
| 2018                   | OAR                    | ZOH                    | 6  | 0  | 6  | 6  | 0  | Zlatá medaile    |
| Seniorská reprezentace | Seniorská reprezentace | Seniorská reprezentace | 84 | 20 | 50 | 70 | 14 |                  |